# Hymenaphorura hispanica
Hymenaphorura hispanica is een springstaartensoort uit de familie van de Onychiuridae. De wetenschappelijke naam van de soort is voor het eerst geldig gepubliceerd in 1992 door Pomorski.